# Mantidactylus melanopleura
A Mantidactylus melanopleura  a kétéltűek (Amphibia) osztályába és  a békák (Anura) rendjébe, az aranybékafélék (Mantellidae) családjába tartozó faj. 

## Előfordulása
Madagaszkár endemikus faja. A sziget keleti részén, a Marojejy-hegységtől az Andonahela Nemzeti Parkig, 200–900 m-es tengerszint feletti magasságban honos. Általában esőerdők szélén fordul elő.

## Megjelenése

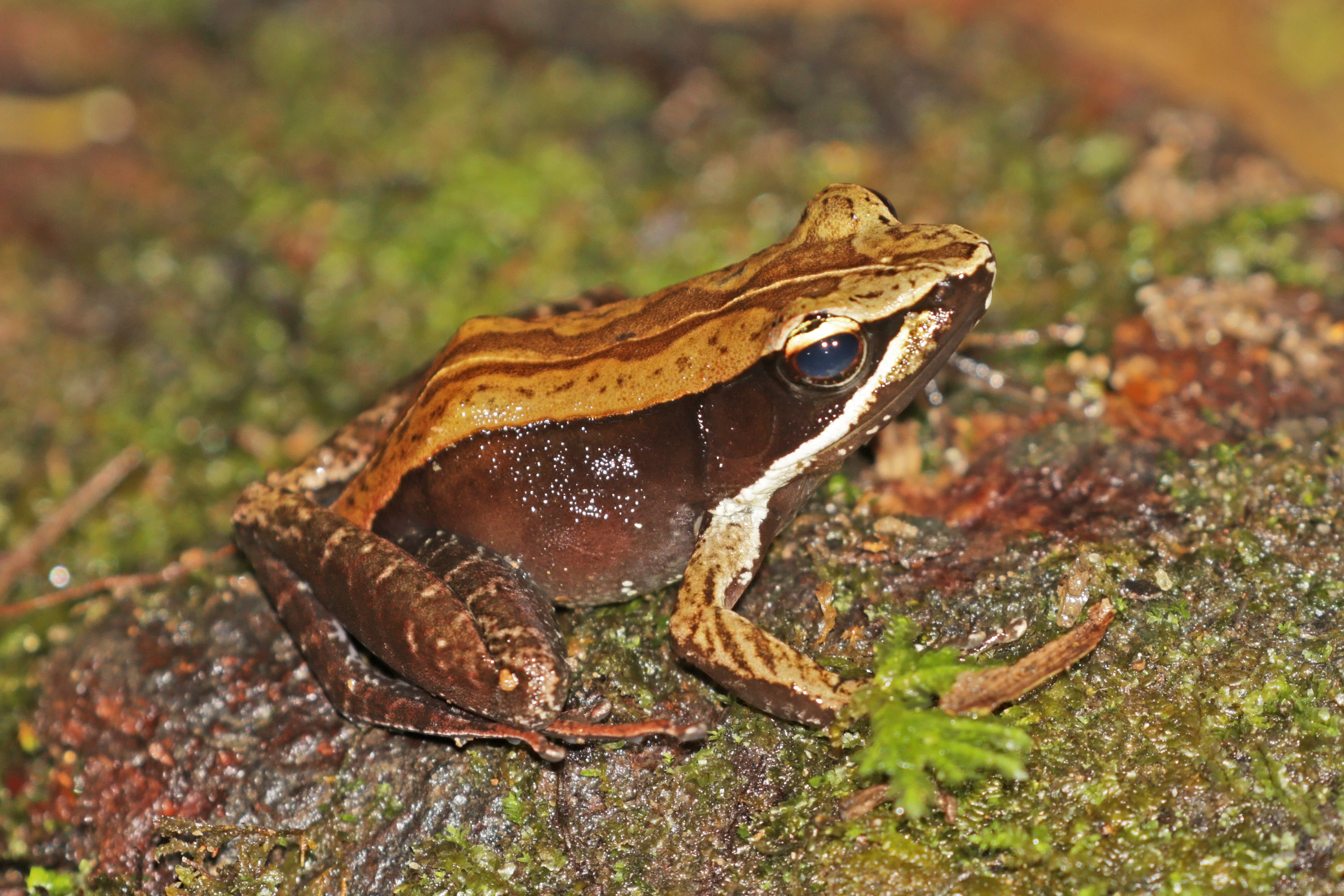
A Ranomafana Nemzeti Parkban

Közepes méretű Mantidactylus faj. A hímek mérete 30–40 mm, a nőstényeké 32–41 mm. Ötödik ujja hosszabb a harmadiknál. A hímek combmirigye kicsi, alig látható. Hátán általában rombusz alakú mintázat látható. Torka gyakran sötét árnyalatú, vékony világos középvonallal.

## Természetvédelmi helyzete
A vörös lista a nem fenyegetett fajok között tartja nyilván. Populációja nagy méretű, de csökkenő tendenciát mutat. Bár számos védett területen is előfordul, erdei élőhelyére fenyegetést jelent a mezőgazdaság, a fakitermelés, a szénégetés, az invazív eukaliptuszfajok terjedése, a legeltetés és a lakott területek növekedése.